# Universitas Timor
Universitas Timor – indonezyjska uczelnia publiczna w mieście Kefamenanu, na wyspie Timor w prowincji Małe Wyspy Sundajskie Wschodnie.